# Madhuca pubicalyx
Madhuca pubicalyx är en tvåhjärtbladig växtart som beskrevs av Henry Nicholas Ridley. Madhuca pubicalyx ingår i släktet Madhuca och familjen Sapotaceae. Inga underarter finns listade i Catalogue of Life.